# Benno Loewy
Benno Loewy (* 14. Juni 1854 in Berlin; † 19. August 1919 in New York City) war ein deutschamerikanischer Rechtsanwalt, Freimaurer und Sammler.

## Leben
Benno Loewy kam als Fünfjähriger mit seinen Eltern in die USA. Er wuchs in Manhattan auf und besuchte die Public School No. 19 an der Kreuzung von First Avenue und 14. Straße. Er studierte am City College of New York und Rechtswissenschaften an der Law School der Columbia University.
Nach seiner Zulassung als Rechtsanwalt in New York etablierte er eine große und weithin bekannte Praxis, die auf Berufungsfälle spezialisiert war. Am 27. Februar 1883 heiratete er Isabella, geb. Kohler.
Er war Mitglied zahlreicher Clubs, bei B’nai B’rith und von fast allen jüdischen Wohltätigkeitsvereinen in New York. Ab 1893 war er Freimaurer in der National Lodge No. 209 und 1905 ihr Meister vom Stuhl. Er war Inhaber aller höheren Grade im Schottischen Ritus bis hin zum 33° ehrenhalber und repräsentierte die Große Loge von Hamburg in New York.
Er starb an den Folgen eines Unfalls; ein Lastwagen hatte ihn in der Nähe seines Hauses 22 West 88th Street überfahren. Seine private Trauerfeier fand in seinem Haus statt und wurde von Rabbiner Joseph Silverman vom Temple Emanu El (New York City) geleitet. Er wurde auf dem Friedhof Salem Fields in Brooklyn beigesetzt.

## Sammlungen
Loewy trug eine der größten privaten Rechts- und Freimaurerbibliotheken in den Vereinigten Staaten zusammen, die ca. 53.000 Bände umfasste. Hinzu kam eine Spezialsammlung mit Werken von und über William Shakespeare. Er besaß ebenfalls eine umfangreiche Sammlung an Briefmarken und Münzen sowie freimaurerischer Abzeichen und Insignien. In einer Fotosammlung hatte er in 56 Bänden Fotos von Schauspielern und Künstlern gesammelt.

## Nachlass
In seinem Testament hatte Loewy die Bibliothek der Cornell University in Ithaca vermacht, zusammen mit einem Stiftungsvermögen zu ihrem Unterhalt. Seine Witwe focht das Testament an, da ein Erblasser nach den Gesetzen des Staates New York einer wohltätigen Institution nicht mehr als 50 % seiner Erbmasse vermachen dürfe, sofern eine überlebende Witwe vorhanden sei, und es kam zu einem Prozess bis vor den Supreme Court of New York. Das Gericht gab 1923 der Witwe recht und erklärte das Testament für ungültig. Die Universität und die Witwe einigten sich anschließend aber darauf, dass die Bibliothek doch an die Cornell University gelangen sollte, und im Februar 1924 wurde sie in drei Güterwaggons nach Cornell verbracht. Im Sommer 1924, fünf Jahre nach Loewys Tod, war die Erbauseinandersetzung abgeschlossen. Die Bücher wurden mit einem besonderen Exlibris versehen. Zusammen mit den Büchern kamen die Sammlung freimaurerischer Münzen und Abzeichen sowie die Fotosammlung nach Ithaca.
Die Briefmarkensammlung war 1920 für 126.000 US$ versteigert worden; eine Versteigerung von Gemälden und Zeichnungen aus dem Nachlass erfolgte am 28./29. April 1924 durch die Anderson Galleries in New York.

## Schriften
- (anonym) The Truth about love; a proposed sexual morality based upon the doctrine of evolution, and recent discoveries in medical science. New York: Wesley 1872